# Étoile d'Innes
Désignations
L'étoile d'Innes, aussi désignée LHS 40 ou encore Gliese 422, est une étoile naine rouge de type spectral M3,5. De magnitude apparente 11,52, elle est située à 41,3 années-lumière de la Terre dans la constellation de la Carène.
Elle a environ 35 % de la masse du Soleil et 1,1 % de sa luminosité. Sa température de surface est estimée à 3 323 kelvins (3050 °C).

## Découverte
L'étoile d'Innes a été découverte en 1920 par Robert T. A. Innes à l'Observatoire de l'Union, en Afrique du Sud, qui avait discerné son grand mouvement propre et une parallaxe de 0,337 seconde d'arc. La découverte a été publiée dans la Circular of the Union Observatory no 49, d'où sa désignation de découverte, UO 49 ou In UOC 49. Cependant, les désignations UO doivent être utilisées avec prudence car elles ne sont souvent pas uniques pour chaque étoile : le numéro dans la désignation est le numéro de la circulaire, donc toutes les étoiles publiées dans une circulaire donnée ont la même désignation. Ainsi, toutes les autres étoiles nouvellement découvertes publiées dans la 49e circulaire peuvent également être désignées UO 49.

## Erreur sur la parallaxe
Cette étoile est connue pour le fait qu'elle fut un temps considérée comme l'une des étoiles les plus proches de la Terre, en raison d'une parallaxe mal mesurée. La distance estimée était inférieure à 10 années-lumière dans les études suivantes :
- Dans la List of stars nearer than 5 parsecs (Liste des étoiles à moins de 5 parsecs) d'Ejnar Hertzsprung (1922), la parallaxe est estimée à 0,339 seconde d'arc et donc la distance à 2,95 parsecs, soit 9,62 années-lumière, ce qui en fait alors le quatrième système stellaire le plus proche après Alpha Centauri ABC, l'étoile de Barnard et Sirius AB[11] ;
- Dans A study of the near-by stars (Une étude des étoiles proches) par Willem Jacob Luyten et Harlow Shapley (1930), la parallaxe est estimée à 0,337 seconde d'arc et donc la distance à 2,97 parsecs, soit 9,68 années-lumière, ce qui en fait alors le quatrième système stellaire le plus proche après Alpha Centauri ABC, l'étoile de Barnard et 22 H Camelopardalis (Sirius est plus loin)[12] ;
- Dans la List of stars nearer than five parsecs (Liste des étoiles à moins de cinq parsecs) de Peter van de Kamp (1930), la parallaxe est estimée à 0,34 seconde d'arc et donc la distance à 2,94 parsecs, soit 9,59 années-lumière, ce qui en fait alors le septième système stellaire le plus proche après Alpha Centauri ABC, l'étoile de Barnard, Wolf 359, Lalande 21185, Sirius AB et BD-12 4523[13] ;
- Dans Stars within ten parsecs of the Sun (Étoiles à moins de dix parsecs du Soleil) de Louise Freeland Jenkins (1937), la parallaxe est estimée à 0,34 seconde d'arc et donc la distance à 2,94 parsecs, soit 9,59 années-lumière, ce qui en fait alors le sixième système stellaire le plus proche après Alpha Centauri, l'étoile de Barnard, Wolf 359, Lalande 21185 et Sirius[10].

Sa distance réelle est de 12,667 parsecs, soit 41,32 années-lumière, sur la base de la parallaxe de van Leeuwen (2007) et Gaia DR2 : 0,078 4 ± 0,000 4 arcsec.

## Système planétaire
En 2014, une sous-Neptune d'environ dix masses terrestres, désignée GJ 422 b, est découverte orbitant autour de l'étoile tous les vingt jours, à une distance d'environ 0,11 unité astronomique, au niveau du bord intérieur de la zone habitable du système, qui pour cette étoile est calculée comme s'étendant entre 0,11 et 0,21 unité astronomique.
L'existence de GJ 422 b a été confirmée en 2020.

## Nom
L'étoile d'Innes est l'une des rares étoiles nommées d'après une personne, son découvreur l'astronome Robert Innes, alors que la majorité des noms traditionnels d'étoiles ont des origines datant de l'Antiquité ou du Moyen Âge, dans la plupart des cas arabes. Certaines étoiles, identifiées comme proches en raison de leur grand mouvement propre, portent également le nom de leur découvreur : l'étoile de Barnard, l'étoile de Kapteyn, l'étoile de Luyten, l'étoile de van Maanen, l'étoile de van Biesbroeck et l'étoile de Teegarden. Robert Innes est également connu pour avoir découvert Proxima Centauri.